# Сура (притока Волги)
Сура́ (рос. Сура) — річка в Росії, права притока Волги. Протікає територією Ульяновської, Нижньогородської та Пензенської областей, Мордовії, Чувашії, Марій Ел. Довжина річки — 841 км, площа басейну — 67,5 тисяч км².
Бере початок на Приволзькій височині і тече по ній спочатку на захід, потім переважно на північ. У низов'ях сплавна і судноплавна. Використовується для промислового водопостачання. Живлення, переважно, снігове. Повінь в квітні — травні. Замерзає в листопаді — грудні, розкривається наприкінці березня — квітні. На Сурі розташовані міста Сурськ, Пенза, Алатир, Ядрін, село Нова Слобода, у гирлі — пристань Васильсурськ.

## Притоки Сури
| Ліві                           | Праві                                              |
| ------------------------------ | -------------------------------------------------- |
| - Алатир - П'яна - Уза - Шукша | - Алгашка - Бариш - Бездна - Інза - Кумашка - Киря |